# Uckermärker

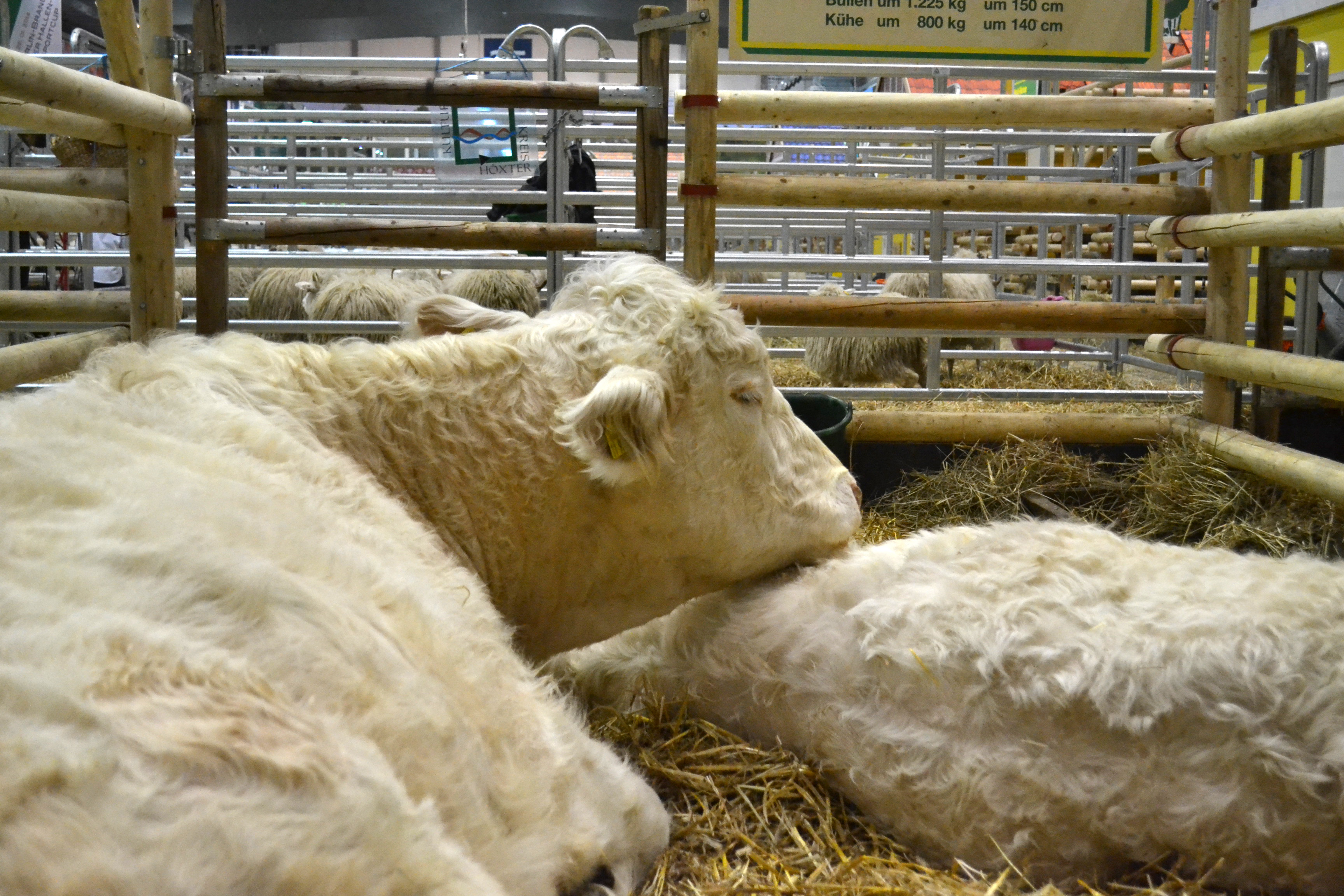
Rinderrasse Uckermärker

Die Uckermärker, benannt nach der gleichnamigen Landschaft in Brandenburg, wurden 1992 als Rinderrasse anerkannt. Die Zuchtlinie entstand Anfang der 1970er Jahre als Genotyp 67 durch systematische Kreuzung der Rassen Fleckvieh und Charolais. Die Rasse ist vorrangig in den Bundesländern Brandenburg und Mecklenburg-Vorpommern verbreitet. Es ist eine bodenständige Rasse mit guter Aufzuchtleistung und hoher Anpassungsfähigkeit. Uckermärker sind Fleischrinder. Die Bullen wiegen bis zu 1300 Kilogramm. Uckermärker sind oftmals hornlos, gutartig und haben einen hohen Fleischanteil am Schlachtgewicht.

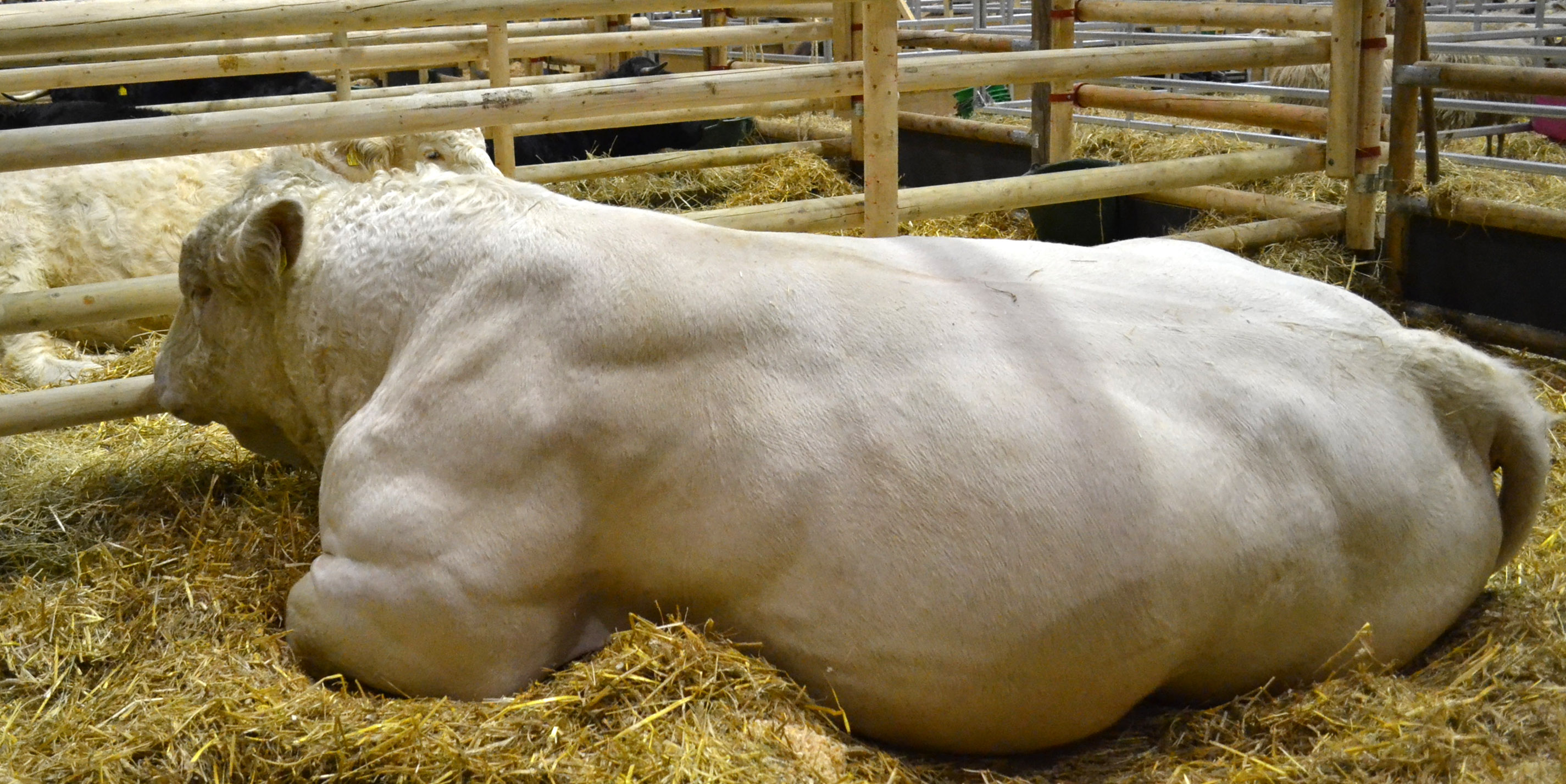
Bulle der Rinderrasse Uckermärker